# Comune di Mariagerfjord
Mariagerfjord è un comune della Danimarca situato nella regione dello Jutland Settentrionale.
Il comune è stato costituito in seguito alla riforma amministrativa del 1º gennaio 2007 accorpando i precedenti comuni di Arden, Hadsund, Hobro e parte del comune di Mariager.

## Centri abitati
I centri abitati principali del comune sono:
- Arden (2 610)
- Hadsund (4 965)
- Hobro (12 217)
- Mariager (2 682)